# مارغريت بوزر
مارغريت بوزر (بالإنجليزية: Margaret Boozer)‏ هي خزافة أمريكية، ولدت في 1966 في أننيستون في الولايات المتحدة.